# Grand Prix 1908
Grand Prix-säsongen 1908 innehöll två lopp.

## Grand Prix
| Grand Prix /Race      | Datum       | Bana     | Vinnande förare | Vinnande tillverkare     |          |
| --------------------- | ----------- | -------- | --------------- | ------------------------ | -------- |
| Frankrikes Grand Prix | 7 juli      | Dieppe   |                 | Christian Lautenschlager | Mercedes |
| USA:s Grand Prix      | 26 november | Savannah |                 | Louis Wagner             | FIAT     |